# Cryptoheros chetumalensis
Cryptoheros chetumalensis är en fiskart som beskrevs av Schmitter-soto 2007. Cryptoheros chetumalensis ingår i släktet Cryptoheros och familjen Cichlidae. Inga underarter finns listade i Catalogue of Life.